# Skilanglauf-Australia/New-Zealand-Cup 2014
Der Skilanglauf-Australia/New-Zealand-Cup 2014 war eine von der FIS organisierte Wettkampfserie, die zum Unterbau des Skilanglauf-Weltcups 2014/15 gehört. Sie begann am 2. August 2014 im australischen Perisher Valley und endete am 23. August 2014 mit dem Kangaroo Hoppet.  Die Gesamtwertung bei den Männern gewann Valerio Leccardi. Er siegte bei drei von sieben Rennen. Bei den Frauen wurde Esther Bottomley in der Gesamtwertung Erste.

## Männer

### Resultate
| 1. Australia/New-Zealand-Cup in Perisher Valley, 2. und 3. August 2014 | 1. Australia/New-Zealand-Cup in Perisher Valley, 2. und 3. August 2014 | 1. Australia/New-Zealand-Cup in Perisher Valley, 2. und 3. August 2014 | 1. Australia/New-Zealand-Cup in Perisher Valley, 2. und 3. August 2014 | 1. Australia/New-Zealand-Cup in Perisher Valley, 2. und 3. August 2014 |
| ---------------------------------------------------------------------- | ---------------------------------------------------------------------- | ---------------------------------------------------------------------- | ---------------------------------------------------------------------- | ---------------------------------------------------------------------- |
| Datum                                                                  | Disziplin                                                              | Erster Platz                                                           | Zweiter Platz                                                          | Dritter Platz                                                          |
| 2. August 2014                                                         | Sprint klassisch                                                       | Phillip Bellingham                                                     | Valerio Leccardi                                                       | Callum Watson                                                          |
| 3. August 2014                                                         | 10 km Freistil                                                         | Valerio Leccardi                                                       | Phillip Bellingham                                                     | Callum Watson                                                          |

| 2. Australia/New-Zealand-Cup in Snow Farm, 9. und 10. August 2014 | 2. Australia/New-Zealand-Cup in Snow Farm, 9. und 10. August 2014 | 2. Australia/New-Zealand-Cup in Snow Farm, 9. und 10. August 2014 | 2. Australia/New-Zealand-Cup in Snow Farm, 9. und 10. August 2014 | 2. Australia/New-Zealand-Cup in Snow Farm, 9. und 10. August 2014 |
| ----------------------------------------------------------------- | ----------------------------------------------------------------- | ----------------------------------------------------------------- | ----------------------------------------------------------------- | ----------------------------------------------------------------- |
| Datum                                                             | Disziplin                                                         | Erster Platz                                                      | Zweiter Platz                                                     | Dritter Platz                                                     |
| 9. August 2014                                                    | 15 km klassisch Mst.                                              | Maciej Kreczmer                                                   | Brian McKeever                                                    | Andrew Pohl                                                       |
| 10. August 2014                                                   | 10 km Freistil                                                    | Maciej Kreczmer                                                   | Brian McKeever                                                    | Andrew Pohl                                                       |

| 3. Australia/New-Zealand-Cup und Kangaroo Hoppet in Falls Creek, 16., 17. und 23. August 2014 | 3. Australia/New-Zealand-Cup und Kangaroo Hoppet in Falls Creek, 16., 17. und 23. August 2014 | 3. Australia/New-Zealand-Cup und Kangaroo Hoppet in Falls Creek, 16., 17. und 23. August 2014 | 3. Australia/New-Zealand-Cup und Kangaroo Hoppet in Falls Creek, 16., 17. und 23. August 2014 | 3. Australia/New-Zealand-Cup und Kangaroo Hoppet in Falls Creek, 16., 17. und 23. August 2014 |
| --------------------------------------------------------------------------------------------- | --------------------------------------------------------------------------------------------- | --------------------------------------------------------------------------------------------- | --------------------------------------------------------------------------------------------- | --------------------------------------------------------------------------------------------- |
| Datum                                                                                         | Disziplin                                                                                     | Erster Platz                                                                                  | Zweiter Platz                                                                                 | Dritter Platz                                                                                 |
| 16. August 2014                                                                               | Sprint Freistil                                                                               | Phillip Bellingham                                                                            | Valerio Leccardi                                                                              | Paul Kovacs                                                                                   |
| 17. August 2014                                                                               | 15 km klassisch                                                                               | Valerio Leccardi                                                                              | Phillip Bellingham                                                                            | Reto Hammer                                                                                   |
| 23. August 2014                                                                               | 42 km Freistil Mst.                                                                           | Valerio Leccardi                                                                              | Phillip Bellingham                                                                            | Paul Kovacs                                                                                   |

### Gesamtwertung Männer
| Rang | Name               | Punkte |
| ---- | ------------------ | ------ |
| 1    | Valerio Leccardi   | 460    |
| 2    | Phillip Bellingham | 440    |
| 3    | Paul Kovacs        | 256    |
| 4    | Ewan Watson        | 227    |
| 5    | Maciej Kreczmer    | 200    |
| 6    | Alasdair Tutt      | 183    |
| 7    | Nick Montgomery    | 164    |
| 8    | Brian McKeever     | 160    |
| 9    | Jackson Bursill    | 159    |

| Rang | Name            | Punkte |
| ---- | --------------- | ------ |
| 10   | Callum Watson   | 156    |
| 11   | Reto Hammer     | 150    |
| 12.  | Mark Pollock    | 143    |
| 13.  | Andrew Pohl     | 120    |
| 14.  | Park Seong-beom | 100    |
| 15.  | Hugh Pollard    | 86     |
| 16.  | Matthew Bull    | 86     |
| 17.  | Simon Evans     | 84     |
| 18.  | Damon Morton    | 69     |

| Rang | Name               | Punkte |
| ---- | ------------------ | ------ |
| 19.  | Simon Hammer       | 64     |
| 20.  | Vahur Teppan       | 50     |
| 21.  | Ben Sim            | 45     |
| 22.  | Abe Wright         | 44     |
| 23.  | Hamish Roberts     | 42     |
| 24.  | Alex Gibson        | 36     |
| 25.  | Grigorii Kazantcev | 33     |

## Frauen

### Resultate
| 1. Australia/New-Zealand-Cup in Perisher Valley, 2. und 3. August 2014 | 1. Australia/New-Zealand-Cup in Perisher Valley, 2. und 3. August 2014 | 1. Australia/New-Zealand-Cup in Perisher Valley, 2. und 3. August 2014 | 1. Australia/New-Zealand-Cup in Perisher Valley, 2. und 3. August 2014 | 1. Australia/New-Zealand-Cup in Perisher Valley, 2. und 3. August 2014 |
| ---------------------------------------------------------------------- | ---------------------------------------------------------------------- | ---------------------------------------------------------------------- | ---------------------------------------------------------------------- | ---------------------------------------------------------------------- |
| Datum                                                                  | Disziplin                                                              | Erster Platz                                                           | Zweiter Platz                                                          | Dritter Platz                                                          |
| 2. August 2014                                                         | Sprint klassisch                                                       | Esther Bottomley                                                       | Jessica Yeaton                                                         | Anna Trnka                                                             |
| 3. August 2014                                                         | 5 km Freistil                                                          | Barbara Jezeršek                                                       | Esther Bottomley                                                       | Jessica Yeaton                                                         |

| 2. Australia/New-Zealand-Cup Snow Farm, 9. und 10. August 2014 | 2. Australia/New-Zealand-Cup Snow Farm, 9. und 10. August 2014 | 2. Australia/New-Zealand-Cup Snow Farm, 9. und 10. August 2014 | 2. Australia/New-Zealand-Cup Snow Farm, 9. und 10. August 2014 | 2. Australia/New-Zealand-Cup Snow Farm, 9. und 10. August 2014 |
| -------------------------------------------------------------- | -------------------------------------------------------------- | -------------------------------------------------------------- | -------------------------------------------------------------- | -------------------------------------------------------------- |
| Datum                                                          | Disziplin                                                      | Erster Platz                                                   | Zweiter Platz                                                  | Dritter Platz                                                  |
| 9. August 2014                                                 | 10 km klassisch Mst.                                           | Justyna Kowalczyk                                              | Sylwia Jaśkowiec                                               | Alecia Phillips                                                |
| 10. August 2014                                                | 5 km Freistil                                                  | Justyna Kowalczyk                                              | Sylwia Jaśkowiec                                               | Brittany Hudak                                                 |

| 3. Australia/New-Zealand-Cup und Kangaroo Hoppet in Falls Creek, 16., 17. und 23. August 2014 | 3. Australia/New-Zealand-Cup und Kangaroo Hoppet in Falls Creek, 16., 17. und 23. August 2014 | 3. Australia/New-Zealand-Cup und Kangaroo Hoppet in Falls Creek, 16., 17. und 23. August 2014 | 3. Australia/New-Zealand-Cup und Kangaroo Hoppet in Falls Creek, 16., 17. und 23. August 2014 | 3. Australia/New-Zealand-Cup und Kangaroo Hoppet in Falls Creek, 16., 17. und 23. August 2014 |
| --------------------------------------------------------------------------------------------- | --------------------------------------------------------------------------------------------- | --------------------------------------------------------------------------------------------- | --------------------------------------------------------------------------------------------- | --------------------------------------------------------------------------------------------- |
| Datum                                                                                         | Disziplin                                                                                     | Erster Platz                                                                                  | Zweiter Platz                                                                                 | Dritter Platz                                                                                 |
| 16. August 2014                                                                               | Sprint Freistil                                                                               | Esther Bottomley                                                                              | Lauren Fritz                                                                                  | Jessica Yeaton                                                                                |
| 17. August 2014                                                                               | 10 km klassisch                                                                               | Jessica Yeaton                                                                                | Esther Bottomley                                                                              | Xanthea Dewez                                                                                 |
| 23. August 2014                                                                               | 42 km Freistil Mst.                                                                           | Walentyna Schewtschenko                                                                       | Barbara Jezeršek                                                                              | Esther Bottomley                                                                              |

### Gesamtwertung Frauen
| Rang | Name              | Punkte |
| ---- | ----------------- | ------ |
| 1.   | Esther Bottomley  | 420    |
| 2.   | Jessica Yeaton    | 345    |
| 3.   | Anna Trnka        | 236    |
| 4.   | Xanthea Dewez     | 222    |
| 5.   | Justyna Kowalczyk | 200    |
| 6.   | Barbara Jezeršek  | 180    |
| 7.   | Lauren Fritz      | 180    |

| Rang | Name              | Punkte |
| ---- | ----------------- | ------ |
| 8.   | Casey Wright      | 172    |
| 9.   | Sylwia Jaśkowiec  | 160    |
| 10.  | Katerina Paul     | 156    |
| 11.  | Alecia Phillips   | 130    |
| 12.  | Gabrielle Hawkins | 124    |
| 13.  | Aislinn Kildea    | 119    |
| 14.  | Sarah Slattery    | 104    |

| Rang | Name                    | Punkte |
| ---- | ----------------------- | ------ |
| 15.  | Walentyna Schewtschenko | 100    |
| 16.  | Aimee Watson            | 100    |
| 17.  | Emma Pollard            | 92     |
| 18.  | Ashleigh Spittle        | 76     |
| 19.  | Brittany Hudak          | 60     |